# Rhexidius glareosus
Rhexidius glareosus är en skalbaggsart som beskrevs av Schuster och Albert A. Grigarick 1962. Rhexidius glareosus ingår i släktet Rhexidius och familjen kortvingar. Inga underarter finns listade i Catalogue of Life.